# Karl Christian Parcus
Karl Christian Parcus (* 1763 in Dillenburg; † 5. Februar 1819 in Worms) war ein Leiningen-Westerburgischer Verwaltungsjurist und Revolutionär in der Zeit der Aufklärung, später Stadtrat in Mainz.

## Anfangsjahre
Parcus wurde nach einem Studium der Rechte Kanzleiassessor der Leiningen-Westerburgischen Grafen, in deren Residenz Grünstadt. 1788 heiratete er die dort ansässige Gastwirtstochter Rosina Jacobi. Aufgrund nicht weit und schnell genug vorangehender Reformen, wurde Parcus zum revolutionären Gegner seiner Landesherren und musste deren Dienst verlassen. Spätestens 1792 machte sich als Rechtsanwalt an seinem Wohnort selbständig.

## Deutscher Jakobiner unter französischer Besatzungsherrschaft in Mainz 1792/93

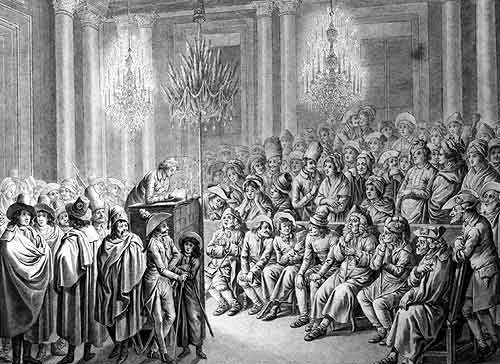
Versammlung des Mainzer Jakobinerclubs im ehemaligen kurfürstlichen Schloss

Als 1792 französische Revolutionstruppen das linksrheinische Gebiet um Grünstadt und Worms besetzten, signalisierte er dem General der französischen Truppen Adam-Philippe de Custine seine Kooperationsbereitschaft. Parcus schloss sich dem am 23. Oktober 1792 im Mainzer Schloss begründeten ersten Mainzer Jakobinerklub an. Nachdem die ersten Munizipalitäts- und Konventswahlen nach etlichem Hin und Her beendet waren, konstituierte sich am 17. März 1793 in Mainz der Rheinisch-Deutsche Nationalkonvent zu dessen 130 gewählten Deputierten Parcus für Altleiningen gehörte. In Mainz erfüllte Parcus als Mitglied der (zweiten) Allgemeinen Administration für den Nationalkonvent Verwaltungsaufgaben und versuchte die Mainzer Bevölkerung von der französischen Verfassung zu überzeugen. Ende Februar des gleichen Jahres wurde er bereits zum Administrator der Nationalgüter ernannt. Die Abgeordneten dieser Allgemeinen Administration erklärten „das linksrheinische Gebiet zwischen Bingen und Landau ...zu einem freien, unzertrennlichen Staat, der gemeinschaftlichen, auf Freiheit und Gleichheit gegründeten Gesetzen gehorcht“ (die so genannte „Mainzer Republik“) und beschlossen die Loslösung vom deutschen Kaiser und dem Reichsgebiet. Wenig später stellten sie an den Pariser Nationalkonvent den Antrag, die neue Republik in den französischen Staatsverbund einzugliedern.
Nach dem Abzug der Franzosen vom linken Rheinufer und der Besetzung durch preußische Truppen kam es zur Verfolgung der deutschen Jakobiner und ihrer Angehörigen. Parcus konnte wie die meisten anderen Klubisten nach Paris emigrieren. In den Jahren bis 1796 wechselte das Kriegsglück und die Oberherrschaft über das linke Rheinufer zwischen den revolutionären und gegenrevolutionären Armeen oft. Für das französische Außenministerium erledigte Parcus ab 1794 konspirative Spionage und übernahm Vermittlerrollen zur Vorbereitung einer Revolutionierung des Heiligen Römischen Reiches. Zu seinen Aufgaben gehörte unter anderem die Observierung der Aktivitäten auf dem linken Rheinufer. Ebenfalls 1794 wurde Parcus von Merlin de Thionville zum Mitglied eines „Bureau des Réclamations“ bestimmt.

## Politische Aktivitäten ab 1796
Nach dem Italienfeldzug Napoléons konnten sich die Franzosen ungehindert gegen Österreich wenden, was schließlich zum Frieden von Campo Formio führte. Bereits 1796 hatte eine Direction der Requisition gemäß Dekret vom 18. August 1796 von Haussmann, ihren Sitz in Freiburg im Breisgau. Karl Christian Parcus konnte sich dort als Generaldirektor der Requisitionen für die Französische Rheinarmee etablieren. Dies verschaffte ihm durch Ersteigerungen Gelegenheiten sein Vermögen zu vergrößern.
Nach der Gründung des Départements du Mont-Tonnerre und der Übernahme der Verfassung von 1802 wurden neue Verwaltungsstrukturen eingeführt. Auch in der Départementshauptstadt Mayence war die Stadtverwaltung von der Verwaltungsreform betroffen. Parcus wurde durch Ernennung des Präfekten Jeanbon St. André im Dezember 1802 Mitglied der Munizipalität unter ihrem Maire Franz Konrad Macké.
Parcus gehörte im Jahre 1811 zusammen mit 48 weiteren Mainzern zu den 600 Höchstbesteuerten des Département du Mont-Tonnerre und damit zu den Notabeln der damaligen Gesellschaft. Er betätigte sich als Gutsbesitzer. Nach dem offiziellen Ende der Zugehörigkeit zu Frankreich wurde sein Besitz geplündert.

## Familie
Karl Christian Parcus stammte aus einer Juristenfamilie. Sein Großvater, Heinrich Ludwig Parcus (1704–1760) war Nassauische Amtmann im Amt Beilstein, der Vater Heinrich Ludwig Parcus (1735–1788) Advokat in Dillenburg. Seine Mutter war Elisabetta Catharina de Krauzat (* 1730).
Karl Christian Parcus ehelichte am 9. Mai 1788 in Weisenheim am Sand Rosina Juliana Wilhelmina, geborene Jacoby (* 4. Februar 1756 in Grünstadt; † 16. August 1844 in Mainz), die Tochter des Johann Jacob Jacoby und der Maria Catharina Frey, deren Schwester den Jakobiner August Moßdorff heiratete. Aus der Ehe ging der gemeinsame Sohn Johann Jacob Parcus (1790–1854) hervor, der Staatsprokurator und Abgeordneter werden sollte. Auch dessen Söhne Carl Friedrich Parcus (1815–1881) als Kreisrat in Bingen und August Parcus (1819–1875), Bankier, und Unternehmer setzten die Familientradition fort.